# Georg Stiernhielm
Georg Stiernhielm (født 7. august 1598 i Dalarna, død 22. april 1672) var en svensk digter, matematiker og sprogforsker. 
Stiernhielm kom 1619 til Upsala som student og tog da navnet Lillia (han havde oprindelig heddet Göran Olafsson), men 1631 adledes han under navnet Stiernhielm. 1626 blev han lektor ved gymnasiet i Vesterås og tildrog sig allerede da kong Gustav Adolfs opmærksomhed. 1631 blev han assessor i Dorpats hofret, deltog 1642 i lovkommissionen, udnævntes 1649 til rigsarkivar og anvendtes meget som hofdigter og maître de plaisir. Imidlertid faldt han i unåde, i alt fald rejste han 1651 til Livland, hvor han havde len, men den russiske krig fordrev ham 1656, og forskellige besværligheder vanskeliggjorde hans senere leveår, indtil han 1667 udnævntes til formand i det da oprettede Antikvitetskollegium.
Stiernhielm var sin tids mest ansete polyhistor, og selv om hans værker nu kun har historisk betydning, har de dog i høj grad bidraget til at oplade hans samtids øjne på de videnskabelige områder, som han beherskede mere ved sin store kombinationsevne og fantasi end ved grundig viden. Geijer har kaldt ham "i alt en stor begynder", og dette gælder absolut som den bedste betegnelse, når man med hensyn til hans videnskab tilføjer, at han skyldte sin lærer, autodidakten Johannes Bureus, de første impulser til sin forskning. Stiernhielm var matematiker og bistod regeringen med indførelse af justeret mål og vægt, han var retslærd og udgav "Västgötalagen" (1663) og gennemgik de ældre love, han var filosof og indleder i svensk tænkning bevægelsen for en "naturlig" religion. Men de fleste af hans værker er utrykte eller ufuldendte, hvorfor man nu sikrest har kendskab til hans filologiske og digteriske virksomhed.
Den sammenlignende sprogvidenskab var netop på den tid i sin barndom, og de mange hypoteser, som den etymologiske forskning frembragte, måtte i høj grad tiltale Stiernhielm. I indledningen til sin udgave af Ulfilas (1671) giver han en for sin tid interessant udredning af
sprogenes udvikling, og i det leksikon, Gambla Svea og Götha Måles Fatebur (1643), hvoraf kun bogstav A udkom, har han meddelt etymologier, skarpsindige og naive mellem hinanden, medens hans i stridsskriftet Anti-Cluverius (udgiven 1685) forsvarer påstanden om Sverige som goternes urhjem. Men ved siden af denne sproglige virksomhed har han udført et betydeligt mere anerkendelsesværdigt arbejde som praktisk sprogrenser; han krævede agtelse for modermålet og bidrog til dets udvikling.
Endnu medens han levede, blev han kaldt "den svenske digtekunsts fader", hans digtning var så formfuldendt og frembød så mange nye versemål, at samtiden måtte anerkende ham. Hans berømteste digt er Herkules (1648, trykt 1658), som efter antikt mønster skildrer samtiden og giver råd angående det hofliv, hvori han selv var så ivrig deltager. Han digtede »Heroisk Fägnesång« (1643) og »Heroisk Jubelsång« (1644) til dronningens fødselsdag, og de følgende år opførtes hans balletter: Then fångne Cupido, Freds-Afl og flere. På sine ældre dage forfattede han det i en senere tid mest ansete digt Bröllops-Besvärs-Ihågkommelse, hvori han skildrer de fataliteter og besværligheder, som er forbundne med et bryllup. Han er i dette digt virkelighedsskildrer som ingen før ham, hans opfattelse er nøgtern, og fremstillingen er farverig som de hollandske maleres billeder. Digtet hører til hans bedst læselige. 
Stiernhielm er sundhedens og livsglædens digter — et af hans sidste arbejder er Hälse Prijs — men ellers er hans digtning uden glød; hans betydning for samtiden, der modtog impulser fra hans digtekunst ved samlingen: Musæ Suethizantes. Thet, är Sång-Gudinnor. Nu först lärande Dikta och Spela på Swenska, som han selv udgav 1668, lå i den udformning, han gav sproget, og den stilsikkerhed, han krævede. Efterlignelsen af antikken, som han indledte, tabte sig hos efterfølgerne, men de fortsætter mod virkelighedsskildring og mod livsglæde i den retning, han havde anvist; der ligger hans store betydning for eftertiden. Hans værker udgavs flere gange, blandt andet 1818 (af Lorenzo Hammarsköld), 1834-35 og 1871 (af Pehr Hanselli). Valda skrifter ved Tamm udkom 1903.